# John Emms
John Emms (né le 14 mars 1967) est un grand maître britannique du jeu d'échecs.

## Carrière
Emms a été le capitaine de l'équipe d'Angleterre pour l'Olympiade d'échecs de 2002. Il est 1er ex æquo à l'issue du championnat britannique en 1997. En 2004, il est aussi l'entraîneur de l'équipe féminine pour l'Olympiade de Calvià. Il est aussi un auteur prolifique de livres d'échecs.

## Publications

### Livres généraux sur les échecs
- John Emms, The Survival Guide to Rook Endings, Everyman Chess, 1999, 160 p. (ISBN 1-85744-235-0)
- John Emms, The Ultimate Chess Puzzle Book, Gambit Publications, 2000, 239 p. (ISBN 1-901983-34-X)
- John Emms, Most Amazing Chess Moves of All Time, Gambit Publications, 2000, 192 p. (ISBN 1-901983-29-3)
- John Emms, Simple Chess, Everyman Chess, 2001, 144 p. (ISBN 1-85744-238-5)
- John Emms, Concise Chess : The Compact Guide for Beginners, Everyman Chess, 2003, 288 p. (ISBN 1-85744-327-6)
- John Emms, Graham Burgess, John Nunn, The Mammoth Book of the World's Greatest Chess Games, Carroll & Graf, 2004 (ISBN 0-7867-1411-5)
- John Emms, Starting Out : Minor Piece Endgames, Everyman Chess, 2004, 208 p. (ISBN 1-85744-359-4)
- John Emms, More Simple Chess : Moving on from the Basic Principles, Everyman Chess, 2004, 144 p. (ISBN 1-85744-343-8)
- John Emms, The Survival Guide to Competitive Chess : Improve Your Results Now!, Everyman Chess, 2006, 160 p. (ISBN 1-85744-412-4)
- John Emms, The Survival Guide to Competitive Chess : Improve Your Results Now!, Everyman Chess, 2007, 160 p. (ISBN 978-1-85744-412-4 et 1-85744-412-4)
- John Emms, 1001 exercices d'échecs, Olibris, 2009

### Livres sur les ouvertures
- John Emms, Easy Guide to the Nimzo-Indian, Everyman Chess, 1998, 128 p. (ISBN 1-85744-513-9)
- John Emms, The French Tarrasch, Batsford, 1998, 144 p. (ISBN 0-7134-8461-6)
- John Emms, Easy Guide to the Ruy Lopez, Everyman Chess, 1999, 144 p. (ISBN 1-85744-220-2)
- John Emms, John Nunn, Joseph Gallagher, Graham Burgess, Nunn's Chess Openings, Everyman Chess, 1999 (ISBN 1-85744-221-0)
- John Emms, Play The Open Games As Black, Gambit Publications, 2000, 224 p. (ISBN 1-901983-27-7)
- John Emms, Sicilian Kan, Everyman Chess, 2002, 192 p. (ISBN 1-85744-302-0)
- John Emms, Starting Out : The Sicilian, Everyman Chess, 2002 (ISBN 1-85744-249-0)
- John Emms, Play the Najdorf : Scheveningen Style, Everyman Chess, 2003, 192 p. (ISBN 1-85744-323-3)
- John Emms, Attacking with 1e4, Everyman Chess, 2004, 169 p. (ISBN 1-85744-267-9)
- John Emms, The Scandinavian (2nd edition), Everyman Chess, 2004, 160 p. (ISBN 1-85744-375-6)
- John Emms, Starting Out : The Queen's Indian, Everyman Chess, 2004, 176 p. (ISBN 1-85744-363-2)
- John Emms, Starting Out : King's Indian Attack, Everyman Chess, 2005, 224 p. (ISBN 1-85744-394-2)
- John Emms, Starting Out : The Scotch Game, Everyman Chess, 2005, 224 p. (ISBN 1-85744-387-X)
- John Emms, Discovering Chess Openings : Building a repertoire from basic principles, Everyman Chess, 2006, 192 p. (ISBN 1-85744-419-1)
- John Emms, Dangerous Weapons : The Sicilian, Everyman Chess, 2006 (ISBN 1-85744-423-X)
- John Emms, Dangerous Weapons : The Nimzo-Indian, Everyman Chess, 2006 (ISBN 1-85744-424-8)
- (de) John Emms, Eröffnungsreihe Starting Out : Sizilianische Geheimnisse, Everyman Chess, 2007
- (de) John Emms, Eröffnungsreihe Starting Out : Geheimnisse des königsindischen Angriffs, Everyman Chess, 2007